# Cinunuk (Cileunyi)
Cinunuk is een bestuurslaag in het regentschap Bandung van de provincie West-Java, Indonesië. Cinunuk telt 45.856 inwoners (volkstelling 2010).